# NGC 98
NGC 98 (również PGC 1463) – galaktyka spiralna z poprzeczką (SBbc), znajdująca się w gwiazdozbiorze Feniksa. Odkrył ją John Herschel 6 września 1834 roku.